# 皮爾 (稱謂)
皮爾，在波斯語解老人、長老，是伊斯蘭教蘇非派的大師或精神導師的頭銜。它們在阿拉伯語也被稱為哈茲拉特或謝赫。
在蘇菲主義中，皮爾的角色是引導和指導他的門徒成為蘇菲。這通常通過一般課程（稱為Suhbas）和個人指導來完成。蘇菲主義的道路開始於一名學生宣誓效忠一位名為Bai'ath或Bay'ah的老師（阿拉伯語單詞意為“交易”），他宣誓效忠於他的皮爾和懺悔他以前的所有罪過。之後，該學生被稱為穆里德（阿拉伯語單詞意為承諾）。從這裡開始他的學習旅程。
皮爾通常擁有授權成為一個（或多個）塔里卡的教師。皮爾是通過繼承獲得地位，他可以擁有多個khalifah(代理人)。伊斯瑪儀派尼札里支也使用了皮爾一詞，他的傳教士過去曾使用過皮爾這個稱號。目前阿迦汗四世也是伊斯瑪儀派尼札里支的皮爾。